# Ventilový rozvod

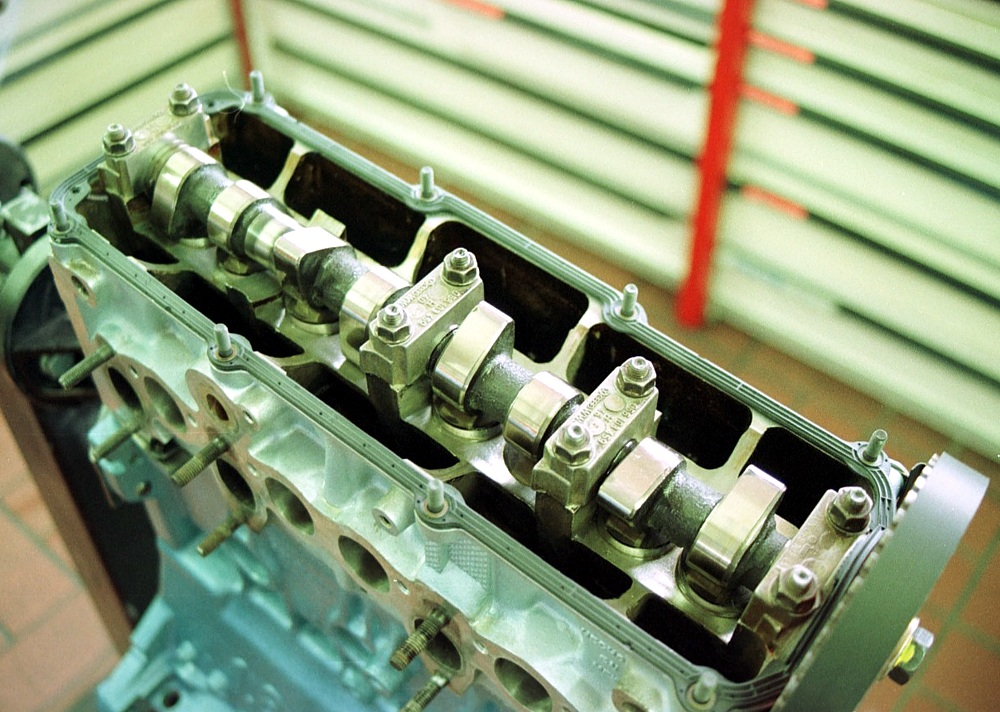
Ventilový rozvod OHC pro 8 ventilů čtyřválcového motoru s jedním vačkovým hřídelem

Ventilový rozvod je typ rozvodového mechanismu využívající ventily na řízení sání a výfuku pístového motoru. Jde o nejčastější typ mechanických rozvodů, používaných ve čtyřdobých spalovacích motorech. Ventilový rozvod najdeme i u velkých (lodních) dvoudobých spalovacích motorů.

## Princip činnosti
Otevírání ventilů řídí příslušná vačka vačkové hřídele. U čtyřdobých motorů se vačkový hřídel otáčí přesně 2x pomaleji než hřídel klikový, protože jeden pracovní cyklus motoru trvá dvě otáčky kliky. Pohyb vačky se na sací a výfukové ventily přenáší pomocí dalších konstrukčních prvků: zdvihátky, zdvihacími tyčkami a vahadly. Pro snížení tření v mechanismu bývají zařazeny kladky, které mění smykové tření na valivé.
Zavírání ventilů je zabezpečeno nejčastěji pružinami, výjimečně u tzv. desmodromických rozvodů druhou vačkou.

## Pohon rozvodu

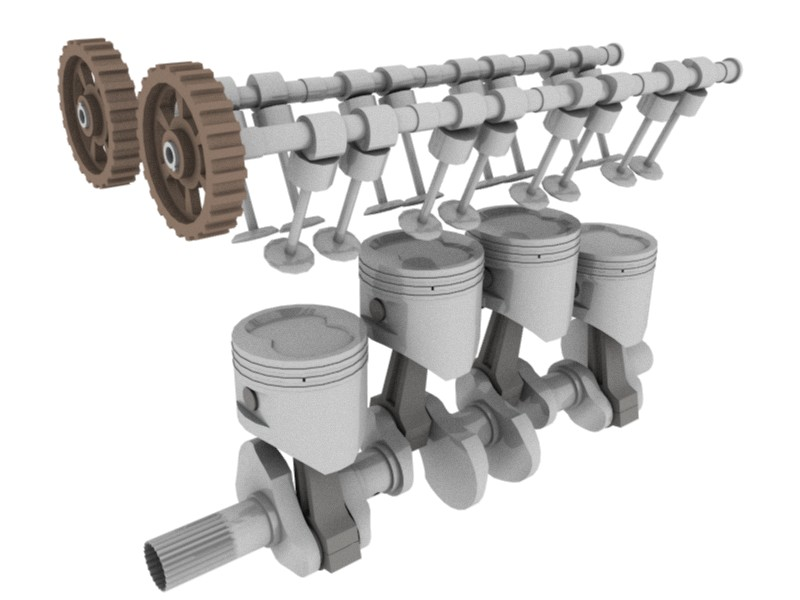
Rozvod s písty a hřídelí

Energie na pohon rozvodu je odebrána z klikové hřídele. Pohon může být řešen:
- ozubeným řemenem s vnitřním ozubením
- řetězem (jedno- nebo víceřadým)
- ozubenými koly
  - s čelním ozubením, většinou přímým nebo jen s malým sklonem zubů
  - tzv. královskou hřídelí - se dvěma páry kuželových nebo šroubových soukolí

- ojnicemi poháněnými excentrem

Pohon větších motorů by měl být vyveden z místa, kde se kliková hřídel otáčí nejrovnoměrněji, tj. z uzlu torzního kmitání. Toto místo je u setrvačníku. U malých automobilových motorů však bývá torzní kmitání jen nízké, proto je pohon většinou veden z volného konce klikové hřídele, tedy obvykle až z opačné strany, naproti setrvačníku.

## Rozdělení
- Podle umístění vačkového hřídele a ventilů se rozvody dělí na:
  - SV (Side Valves) - s ventily po straně válce (v bloku motoru)
  - OHV (Over Head Valve) - s ventily v hlavě válce a s vačkovým hřídelem v bloku motoru
  - IOE[1] (Intake/Inlet Over Exhaust), sací ventil nad výfukovým neboli motor s "F" hlavou, kombinace SV a OHV
  - CIH (Camshaft In Head), s ventily i vačkovým hřídelem v hlavě válce
  - OHC (Over Head Camshaft) - s ventily i vačkovým hřídelem v hlavě válce
  - DOHC - s dvěma vačkovými hřídelemi v hlavě válce

- Rozvody s přidanými vlastnostmi:
  - Desmodromický rozvod[2] - i zavírání ventilů je řízeno vačkou
  - VVT [3](Variable valve timing) - regulace okamžiku zavření a otevření ventilu, regulace zdvihu ventilu

## Výhody a nevýhody
- SV - spalovací prostor má nevýhodný tvar; téměř nepoužívaný
- OHV - levnější konstrukce, která vyčerpala své možnosti; velké množství pohybujících se součástí
- IOE - komplikovaná konstrukce
- OHC, DOHC - optimální konstrukce
- Desmodromický rozvod - náročný servis
- VVT - optimalizace výkonu a spotřeby, vysoká cena